# 日本解放社会学会
日本解放社会学会（にほんかいほうしゃかいがっかい）は、差別問題の解決・人間解放の達成を目指す解放社会学を研究し、その発展普及を図ることを目的とする学術組織である。日本の社会学者・研究者・院生・社会運動家・市民運動家を対象とした学術組織である。
1985年（昭和60年）創設（前身は解放社会学研究会）。学会機関誌は『解放社会学研究』（年1回発行）である。学会大会は年に1回（9月上旬頃が目安）行われる。
初代会長は江嶋修作、以下、鐘ヶ江晴彦、福岡安則、志村哲郎、亘明志、山田富秋らが歴代会長となり、現会長は金明秀（関西学院大学）である。
現在の有力メンバーとして、中根光敏（事務局長）、三浦耕吉郎、河口和也、風間孝、堀江有里、野村浩也、北川由紀彦、郭基煥、黒坂愛衣らがいる。